# 統計法令 (加拿大)
《統計法令》（英語：Statistics Act）是加拿大國會於1918年通過的一項法律，該法設立了自治領統計局，該局自1971年至今被稱為加拿大統計局。
該法賦予了加拿大統計局「收集、彙編、分析、抽象和發佈有關該國及其公民的經濟、社會和一般狀況的信息的權力。」